# أوتاواريرومنو
أوتاواريرومنو (بالإنجليزية: Utawarerumono)‏ هي رواية مرئية  تقمص أدوار تكتيكية إيروجي يابانية من تطوير شركة ليف صدرت في 2002 على جهاز مايكروسوفت ويندوز.كانت اللعبة ناجحة للغاية في اليابان وتحولت لعدة مسلسلات أنمي ومانغا وبرامج إذاعية.

## وصلات خارجية
- أوتاواريرومنو في قاعدة بيانات الرواية المرئية